# Ürmössy Gyula
Muzsnai Ürmössy Gyula (Kolozsvár, 1859. – Budapest, 1940. március 25.) bölcseleti doktor, zeneszerző, tanár.

## Élete
Ürmössy Samu és Ajtay Borbála fia. Kolozsváron végezte a középiskolát, egyetemre ugyanitt és Lipcsében járt. 1884-tól Kolozsváron, 1885-től Budapesten felsőkereskedelmi iskolai, 1887-től polgári leányiskolai tanár volt, 1895-től a Felsőkereskedelmi Iskola tanára volt. Iskolaigazgatóként is működött. 1891. augusztus 22-én Budapesten, a Deák téri evangélikus templomban házasságot kötött sövényházi Hosszú Auguszta Friderikával. Szépirodalmi és nyelvészeti munkákat írt, mint zeneszerző, jótékony célú hangversenyeken is részt vett. Az Unitárius Egyháznak a magyar irodalomban betöltött szerepével is foglalkozott. Elhunyt 1940. március 25-én, örök nyugalomra helyezték 1940. március 27-én délután a Kerepesi úti temetőben.

## Munkái
1. Nagyajtai Cserey Mihály historiája. Nyelvészeti tanulmány. Budapest: Bagó Ny., 1885
2. Pótló jegyzetek a magyar irodalomból. Ü. magyarázatai alapján. Budapest: Müller Ny., 1908
3. Pótló jegyzetek a magyar nyelvtanhoz és a prózai írásművek elméletéhez. Budapest: Bichler Ny., 1909